# Muncelu (okręg Neamț)
Muncelu – wieś w Rumunii, w okręgu Neamț, w gminie Ion Creangă. W 2011 roku liczyła 49 mieszkańców.